# Stereodon circinalis
Stereodon circinalis là một loài Rêu trong họ Hypnaceae. Loài này được (Hook.) Mitt. mô tả khoa học đầu tiên năm 1891.